# Hronicul vechimei a romano-moldo-vlahilor

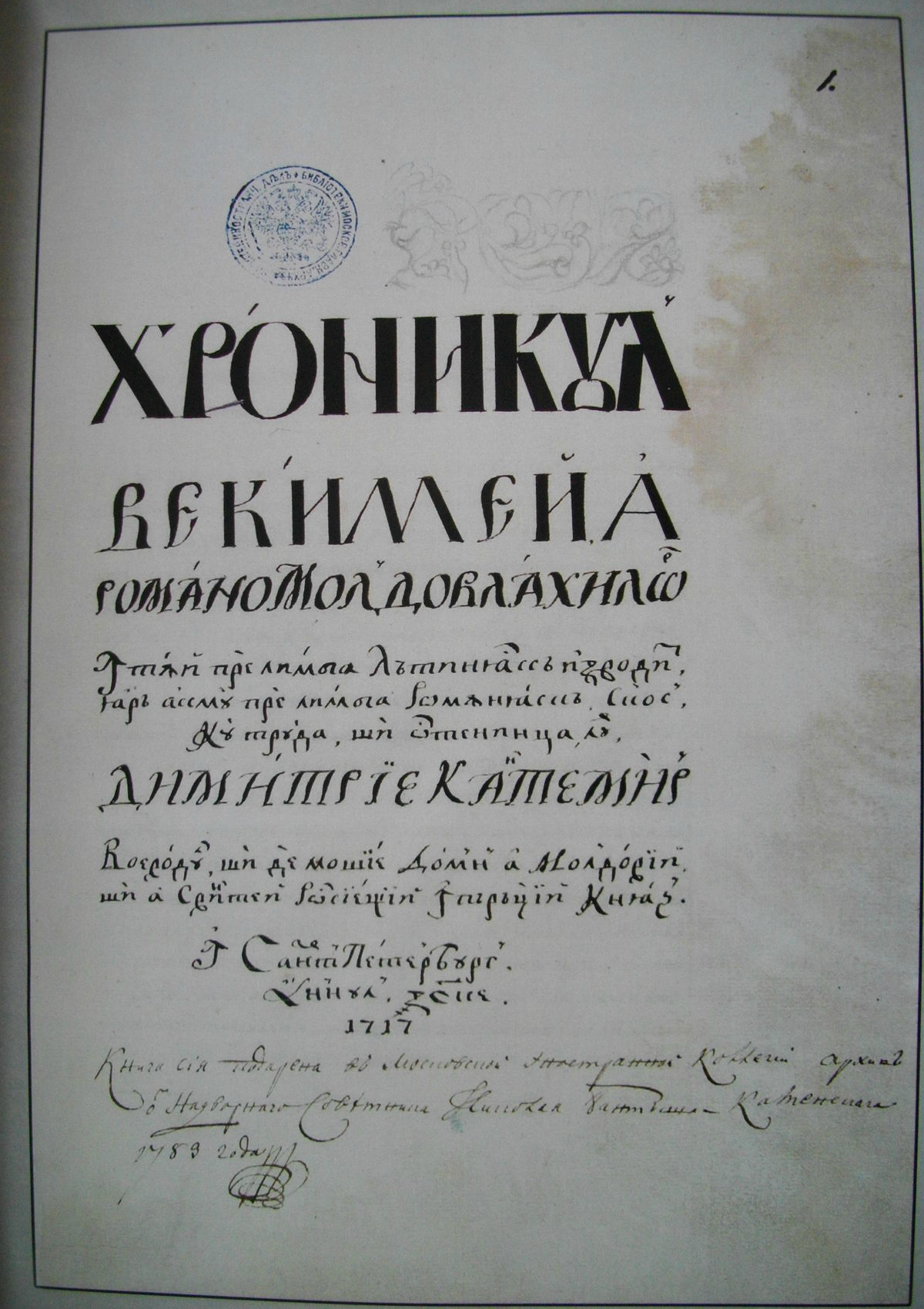
Coperta cărții traduse în română

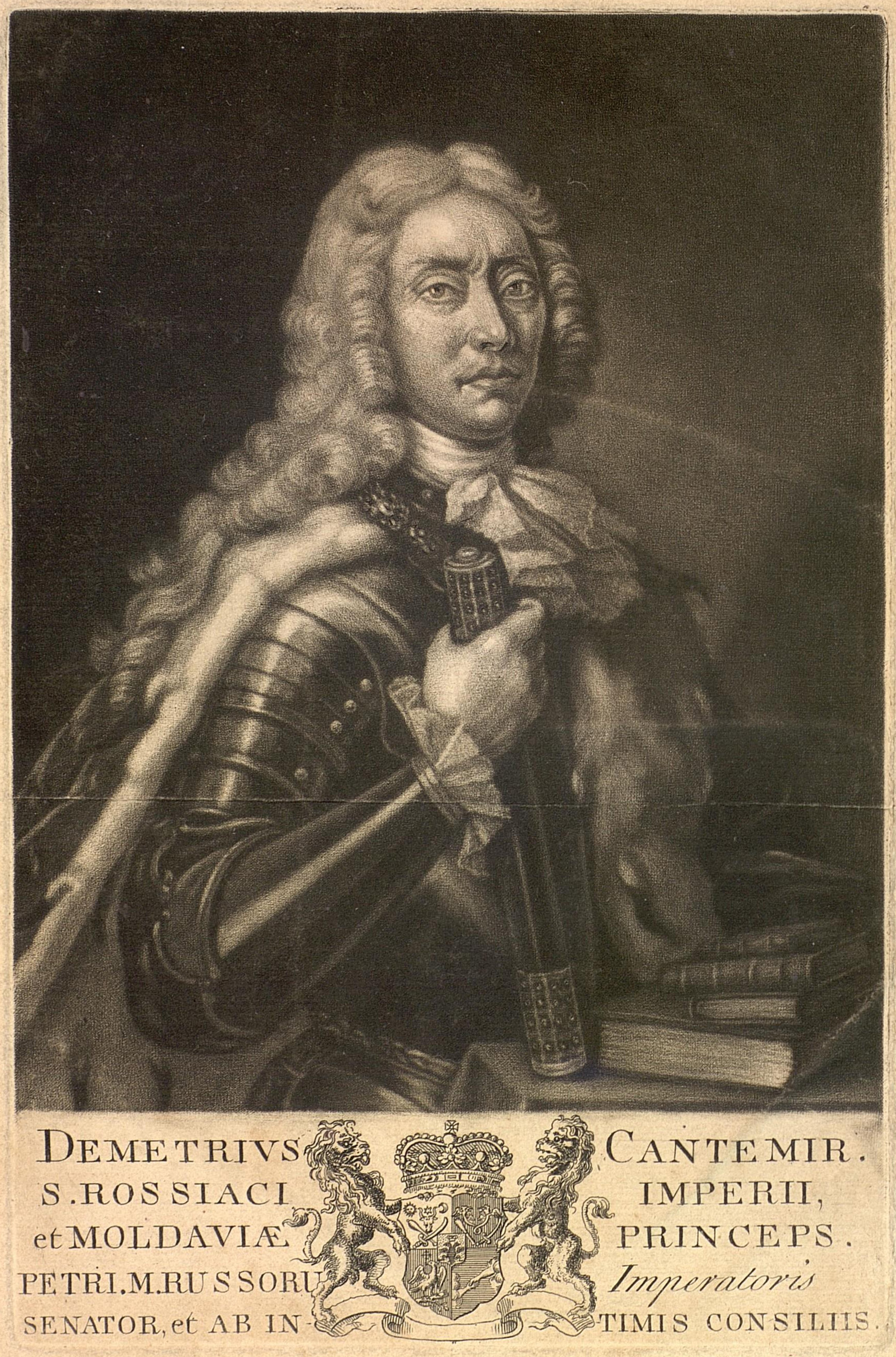
Dimitrie Cantemir, autorul operei

Hronicul vechimei a romano-moldo-vlahilor, scrisă între anii 1719 și 1722 în latină și tradusă apoi în română, este ultima operă a lui Dimitrie Cantemir. Pe coperta cărții traduse (imaginea alăturată), este scris cu litere chirilice că a fost tradusă în "limba româniască ", anul 1717, Sankt Petersburg.Titlul complet al lucrării este: "Hronicul vechimei a romano-moldo-vlahilor întâi pre limba lătiniască izvodit, iară acmu pre limba româniască scos."
„Hronicul vechimei a romano-moldo-vlahilor” este o lucrare de sinteză și prezintă concepția lui Dimitrie Cantemir asupra formării poporului român și a limbii române, tratând, cu o documentare foarte bogată, din peste 150 de izvoare române și străine în limbile latină, greacă, poloneză și rusă,(cuprinse într-o lungă listă bibliografică ce precede textul Hronicului) originile poporului român și evoluția sa până la cel de-al doilea descălecat, momentul întemeierii țărilor române Muntenia și Moldova.O copie a manuscrisului Hronicului a fost cumpărată de Inocențiu Micu-Klein, episcop luminat al românilor din Transilvania, care o va populariza și o va face să circule. Manuscrisul a fost folosit de corifeii Școlii Ardelene: Petru Maior, Samuil Micu și Gheorghe Șincai

## Conținut
Dimitrie Cantemir a scris numai tomul I al Hronicului, istoria poporului român de la originile sale până la fundarea statelor Țării Românești și Moldovei, pe care le datează din veacul al XIII-lea. Istoria românilor începe pentru Cantemir cu cucerirea și colonizarea Daciei de către romani, adică cu Traian.
Ideea principală a Hronicului, în tomul I, este romanitatea poporului român. Autorul îi consideră pe români ca urmași ai romanilor și numai ai romanilor, iar dacii și populația băștinașă ar fi fost exterminați. Rezultatele la care a ajuns istoriografia de după Cantemir nu confirmă această teorie, se știe astăzi că dacii au rămas și au fost romanizați. Romanizarea este un fapt de cultură, aceasta a însemnat adoptarea limbii și culturii latine de către băștinași. Înainte de Cartea I a Hronicului sunt prezentate "Prolegomenele" [Prolegomene = parte introductivă a unei expuneri] care tratează despre problemele preliminare ale istoriei poporului român : dacii, romanii, combaterea istoricilor care au înțeles greșit istoria propriu-zisă a  românilor, de la cucerirea Daciei de către împăratul Traian. Dimitrie Cantemir este un istoric pentru că practică o metodă de critică istorică, pentru a dezvălui adevărul din materialul brut al informației date de izvoare..
Metoda istorică, prin care cercetătorul trecutului poate ajunge la cunoașterea faptelor, este expusă teoretic la începutul prezentării istoriei propriu-zise a poporului român (după prolegomene). Principiile metodice ale istoriei, enunțate de Cantemir, sunt denumite de autor "canoane". "Canoanele, cum vor putea să se adeverească lucrurile odinioară adevărat făcute însă în istorie tîrziu și rar pomenite" ceea ce înseamnă metoda după care vom înțelege și vom reconstitui trăsăturile generale ale unei epoci istorice. Primul principiu este că lipsa izvoarelor nu este o dovadă că un fapt sau o situație istorică nu a existat : "tăcerea nici nu pune, nici nu ridică lucrul". În schimb, dovada adusă de izvoare, "zisa îl și pune  (lucrul) și-l și ridică (înlătură)". Pe baza aceasta se poate afirma existența românilor în Dacia, într-o epocă în care avem foarte puține mărturii  scrise despre dânșii.   Al doilea principiu este următorul: "tăcerea după zisă adeverește zisa odată" , adică un fenomen istoric o dată constatat poate fi considerat în ființă, până ce se dovedește din mărturii că el a încetat sau s-a schimbat; tăcerea ulterioară a izvoarelor nu dovedește că fenomenul a încetat, ci dimpotrivă că nu s-a produs o schimbare de la afirmarea lui. Pe acest temei Cantemir susține continuitatea românilor în Dacia: faptul că nu se menționează nicăieri plecarea lor, înseamnă că ei tot acolo au rămas.

## Izvoare
În Hronicul...Dimitrie Cantemir a folosit unele informații din izvoare medievale  și anume din cronici medievale privitoare la românii din evul mediu, dintre care unele au rămas necunoscute istoriografiei române moderne. Astfel sunt două știri extrase de Cantemir din cronica Poloniei a lui Jan Dlugosz în 12 volume. Prima informație extrasă de Cantemir din cronica lui Dlugosz, sub anul 1070, privește pe Vișeslau, cneaz de Polock, care în lupta cu cneazul Kievului avea în oastea sa "ruși, pecenegi și valahi"(exercitum ex Ruthenis, Pieczyrdegys et Wăllachis). Potrivit istoricului român Victor Spinei, această mențiune este de fapt o eroare de transcriere, întrucât în manuscrisele mai exacte ale lucrării lui Dlugosz, în loc de Wăllachis se regăsesc denumirile Warăhis sau Warais, folosite pentru desemnarea varegilor.
A doua știre din aceeași cronică, sub anul 1147, vorbește de trecerea cruciaților germani, în cruciada a II-a ,din Polonia, prin viitoarea țară a Moldovei, până la mare (Jan Dlugosz, op.cit., p.479). De asemenea, Cantemir descoperă o informație în cronica polonă a lui Maciej Stryjkowski, care spune că limba cumanilor  (polovților) în secolele XII - XIII era amestecată cu limba slavă și cu cea română (voloscaia), ceea ce înseamnă că în rândurile cumanilor se aflau și români, de vreme ce țările locuite de români au fost ocupate pe atunci de către cumani.
Dimitrie Cantemir nu folosește numai izvoare narative, ci alături de cronici, memorii și anale, el se adresează și documentelor (colecția de diplome a regilor Ungariei) și chiar inscripțiilor romane găsite în Moldova de jos, precum și monedelor antice.
Este interesant că Dimitrie Cantemir folosește poezii populare ca izvor al istoriei: astfel, colindele cu "ler, aler, domnul", care ar aminti, după Cantemir, pe împăratul Aurelian, cel care a părăsit Dacia și legenda populară despre "curțile lui Ler împărat". În realitate, cuvântul ler care apare ca refren în colinde ar putea fi,probabil, o aliterație a cuvântului  religios [Ha]llelu[iah], așa cum menționează Dicționarul limbii române, tom VII

## Stilul și limbaHronicului
Limba folosită de Cantemir în Hronic este un amestec de limbă veche românească în dialect moldovenesc din veacul al XVIII-lea, cu cuvinte grecești și latinești, cu forma frazei retorice, ceea ce apare ca ceva hibrid și neestetic. În Hronic se află multe pagini care se pot citi relativ ușor, fraze cu ritm și cu ordonanță logică a subordonatelor ideii principale, totuși deseori se întâlnesc lungi perioade, dacă nu obscure, în orice caz prezentând o uriașă eflorescență de cuvinte și idei. Pe ansamblu, stilul lui Cantemir este atât de greoi, încât Hronicul a fost puțin citit, chiar de specialiști, fiind socotit ca ilizibil. În frazele sale, verbul principal este așezat la sfârșit ca în limba latină, iar adjectivul precedă substantivul său ("vărvăriască sălbăticie, "crivățene noroade").
Autorul Hronicului are însă deseori vervă naturală, imagini și comparații spontane. Invectiva polemică are forță și ritm: "Vino acum aicea, iscusitule în basme, Simioane, și teaca minciunilor, Misaile, vino, zic, aice și te uită la rumînii și la locuitorii Valahiei, pre carii voi basnă bolind și minciună născând , ca pre bureții fără sămânță de ieri de alaltăieri îi faceți...".
Fragmente din operă:
„Înainte de toate, chiar dacă acest (neam) a fost împărțit în trei ținuturi de căpetenie, totuși toți se cheamă cu același nume de români, disprețuind, adică dând de-o parte numele de valahi, care le-a fost dat de către popoarele barbare. Căci românii care trăiesc și astăzi în Transilvania, deasupra fluviului Olt, în ținutul numit Maramureș, nu-și dau numele de valah, ci de români (martori imi sunt toți locuitorii tuturor națiilor din Transilvania). Cei din Valahia (pe care grecii din vremuri apropiate îi numesc ungrovlahi, iar noi, moldovenii, îi numim munteni – căci au luat în stăpanire mai multe locuri muntoase) își dau și ei la fel numele de români, iar țării lor de Țara Româneasca, adică în latinește: Terra Romana.”
„Noi, moldovenii, la fel ne spunem români, iar limbii noastre nu dacică, nici moldovenească, ci româneasca, astfel ca, dacă vrem să-l întrebăm pe un străin de știe limba noastră, nu-l întrebăm: «Scis moldavice?», ci «Știi românește?», adică (în latinește): «Scis Romanice»? Iar dacă aceste neamuri n-ar fi la obârșia lor romani, cum, mă rog, ar fi putut sa-și ia, prin minciună, și numele, și limba romanilor?”
„Arată-să pre scurt neamul Moldoveanilor, Munteanilor, Ardeleanilor (carii cu toții cu un nume de obște Români să cheamă) să fie din rodul său hireși Romani, și precum Dachia au fost descălecată de Traian împărat cu cetățeani și slujitori Romani [...]”